# Larentia sericodes
Larentia sericodes är en fjärilsart som beskrevs av Edward Meyrick 1915. Larentia sericodes ingår i släktet Larentia och familjen mätare. Inga underarter finns listade i Catalogue of Life.